# Nikitsch
Nikitsch (węg. Füles, burg.-chorw. Filež) – gmina w Austrii, w kraju związkowym Burgenland, w powiecie Oberpullendorf. 1 stycznia 2014 liczyła 1,43 tys. mieszkańców.